# Callistemon shiressii
Callistemon shiressii är en myrtenväxtart som beskrevs av William Faris Blakely. Callistemon shiressii ingår i släktet lampborstar, och familjen myrtenväxter. Inga underarter finns listade i Catalogue of Life.